# Håkatjärnen, Ångermanland
Håkatjärnen är en sjö i Härnösands kommun i Ångermanland och ingår i Ångermanälven-Gådeåns kustområde.